# Emscherbrücher
Der Emscherbrücher oder Emscherbrücher Dickkopp war eine wild lebende Hauspferderasse. Ihr Vorkommen wurde 1369 erstmals urkundlich erwähnt. Sie war bis Anfang des 19. Jahrhunderts im Bruch entlang der Emscher zwischen Waltrop und Bottrop verbreitet. Die letzten Emscherbrücher wurden in den 1840er Jahren eingefangen und an den Herzog Alfred von Croÿ nach Dülmen verkauft. Sie bildeten damit die Basis zur Zucht des Dülmener Pferds.

## Exterieur
Die Emscherbrücher erreichten ein Stockmaß bis 135 cm bei einem maximalen Körpergewicht von 300 kg. Als Vertreter der Hauspferde hatten sie kurze Ohren, Hornwarzen an allen vier Beinen und einen von der Rückenwurzel herabhängenden behaarten Schweif.

## Geschichte
Seit dem Mittelalter hatten die Adelsfamilien entlang der Emscher das Privileg, das Pferdevorkommen im Emscherbruch zu nutzen. Zum Fang berechtigte Adelshäuser zeigten dies gelegentlich durch eine Prame in ihrem Wappen. Die Prame war eine spezielle Zange, die den Pferden zur Zähmung an die Nüstern geklemmt wurde. Ein oder mehrere Pramen in ihren Wappen führten entlang des Emscherbruchs die Familien op dem Berge in Essen-Bergeborbeck, von Dyck in Essen-Schonnebeck, von Carnap in Essen-Karnap, von der Horst und von der Leythe in Gelsenkirchen-Buer, von Schalke in Gelsenkirchen-Schalke, von Sevinghausen in Wattenscheid und von Dorneburg, gen. Aschebrock in Eickel.
Der älteste schriftliche Nachweis der Pferdehaltung im Emscherbruch stammt aus dem Jahr 1369. Bei der Niederlegung seines Amtes listete Adam von Dalhusen, Landkomtur der Deutschordensballei Westfalen, detailliert das Vermögen aller Kommenden auf. Für die Kommende Welheim im heutigen Bottrop an der Emscher wurden dabei 11 im Bruch gehaltene Wildpferde genannt.
Die Robustheit der Tiere war bekannt und geschätzt, veränderte sich aber einerseits infolge der  Durchmischung mit entlaufenen Tieren, z. B. während des Dreißigjährigen Krieges, sowie durch gezielte Züchtung und Einkreuzung. 1714 machte Kurfürst Johann Wilhelm von der Pfalz seinem Schwager, dem toskanischen Großherzog Cosimo III. de’ Medici, ein Gespann von acht Pferden zum Geschenk. Aus dem Vest Recklinghausen ließ sich Napoleon vom vestischen Landesherrn ein berittenes Kontingent mit den Emscherbrücher Dickköppen stellen, die sich auf den Schlachtfeldern im Norden und Osten Deutschlands bewährt haben sollen. Die Verwendung der Emscherbrücher Dickköppe als Grubenpferde im untertägigen Bergbau ist auch Teil der Regionalgeschichte, allerdings wurden zunehmend andere kleine Pferderassen dort eingesetzt und die Bedeutung der Emscherbrücher Dickköppe ging zurück.
Zwischen dem heutigen Castrop-Rauxeler Stadtteil Ickern und dem heutigen Dortmunder Stadtteil Mengede wurden ab 1810 von Ludwig Freiherr von Vincke die „Emscherbrucher“ eingefangen und „veredelt, wodurch er recht gute, ausdauernde Pferde zog“. Die Wildpferde, bzw. die aus Wildpferden gezüchteten Tiere, waren auch die Ursache zur Entstehung der berühmten Pferdemärkte von Bodelschwingh und Crange.
In Crange an der mittleren Emscher wurde ab 1441 einmal jährlich zum Laurentiustag im August ein Markt abgehalten, bei dem auch die gefangenen Emscherbrücher Dickköppe zum Verkauf kamen. Anfang des 19. Jahrhunderts wurden sie dazu am Tag vor dem Markt zusammengetrieben und mit Lassos gefangen. Aus dem historischen Markt ist die Cranger Kirmes hervorgegangen, an deren erstem Veranstaltungstag bis in die Gegenwart ein Pferdemarkt abgehalten wird.
Als 1926 für die neu gebildete Stadt Wanne-Eickel ein Wappen gestaltet wurde, war die Erinnerung an die wilden Pferde des Emscherlandes noch lebendig. Ein schwarzes Pferd in goldenem Schild, das einen Emscherbrücher symbolisiert, wurde Wappenbild und ist es in Form des 1975 auf die Stadt Herne übertragenen Wappens geblieben.
Die Haltung von Pferden in der Wildbahn war in Westfalen eine verbreitete Zuchtform. Bis heute wird sie beim Dülmener Wildpferd praktiziert, in der ostwestfälischen Senne gibt es seit 1999 wieder ein Projekt Wildbahn Senner Pferde. Durch die 1841 nach Dülmen verkaufte Herde der letzten Emscherbrücher Dickköppe und die Weiterzucht mit der dort vorgefundenen Herde der Dülmener gelten die Emscherbrücher im Prinzip als ausgestorben, wobei die überführte Zahl von 200 Emscherbrüchern zu diesem Zeitpunkt 90 % der Individuen in der Dülmener Herde ausmachte. Das Ursprungsstammbuch der Dülmener wird beim Westfälischen Pferdestammbuch e. V. geführt.

## Bildergalerie

1926 wurde der Emscherbrücher Wappenbild für Wanne-Eickel
Der Emscherbrücher wurde 1975 als Figur in das Herner Stadtwappen übernommen
Pferdeprame in der oberen Ecke des Wappens von Schonnebeck
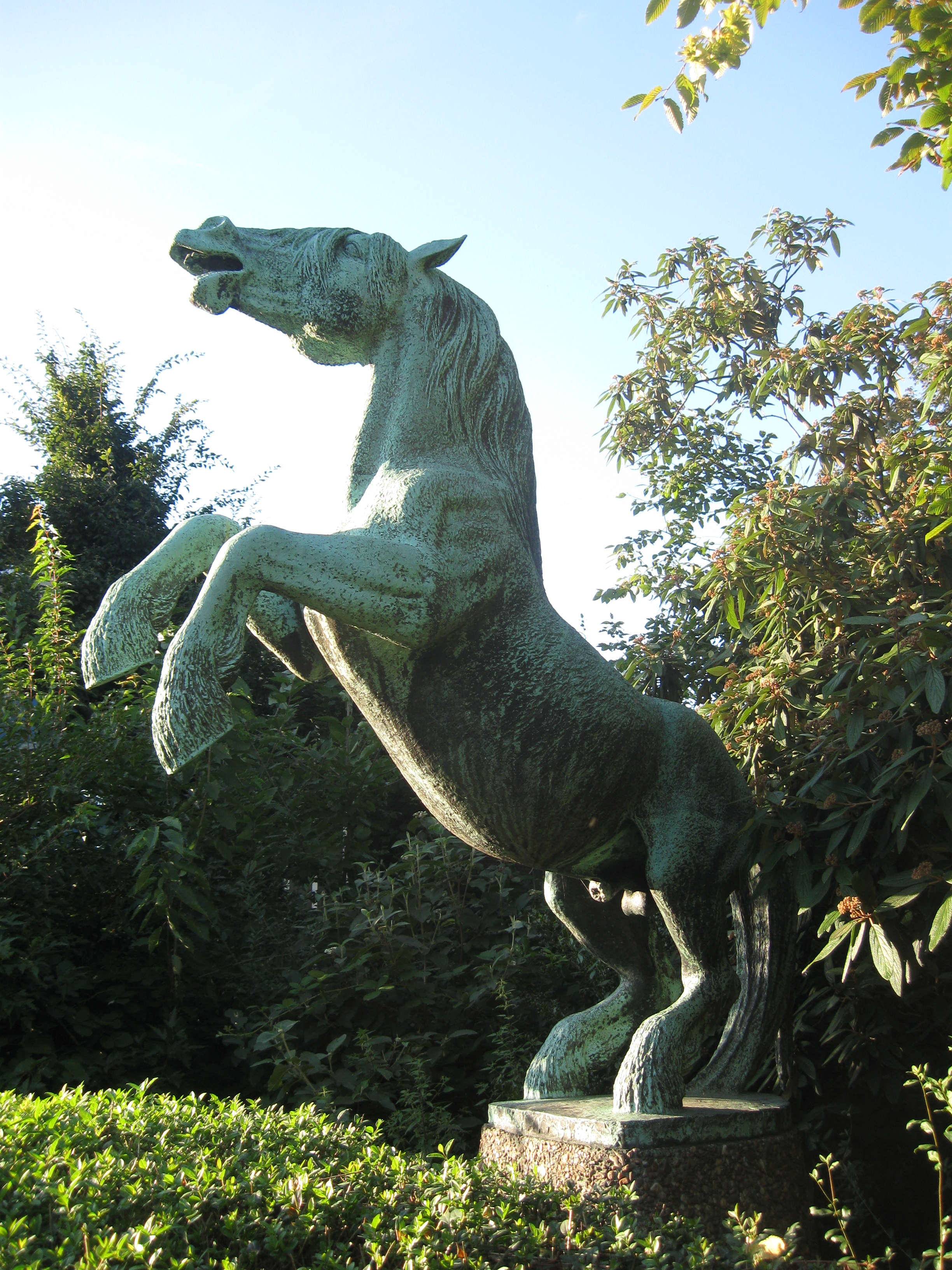
Emscherbrücher vor der Flora Marzina, Skulptur von Gustav Müller-Blankenstein, 1960
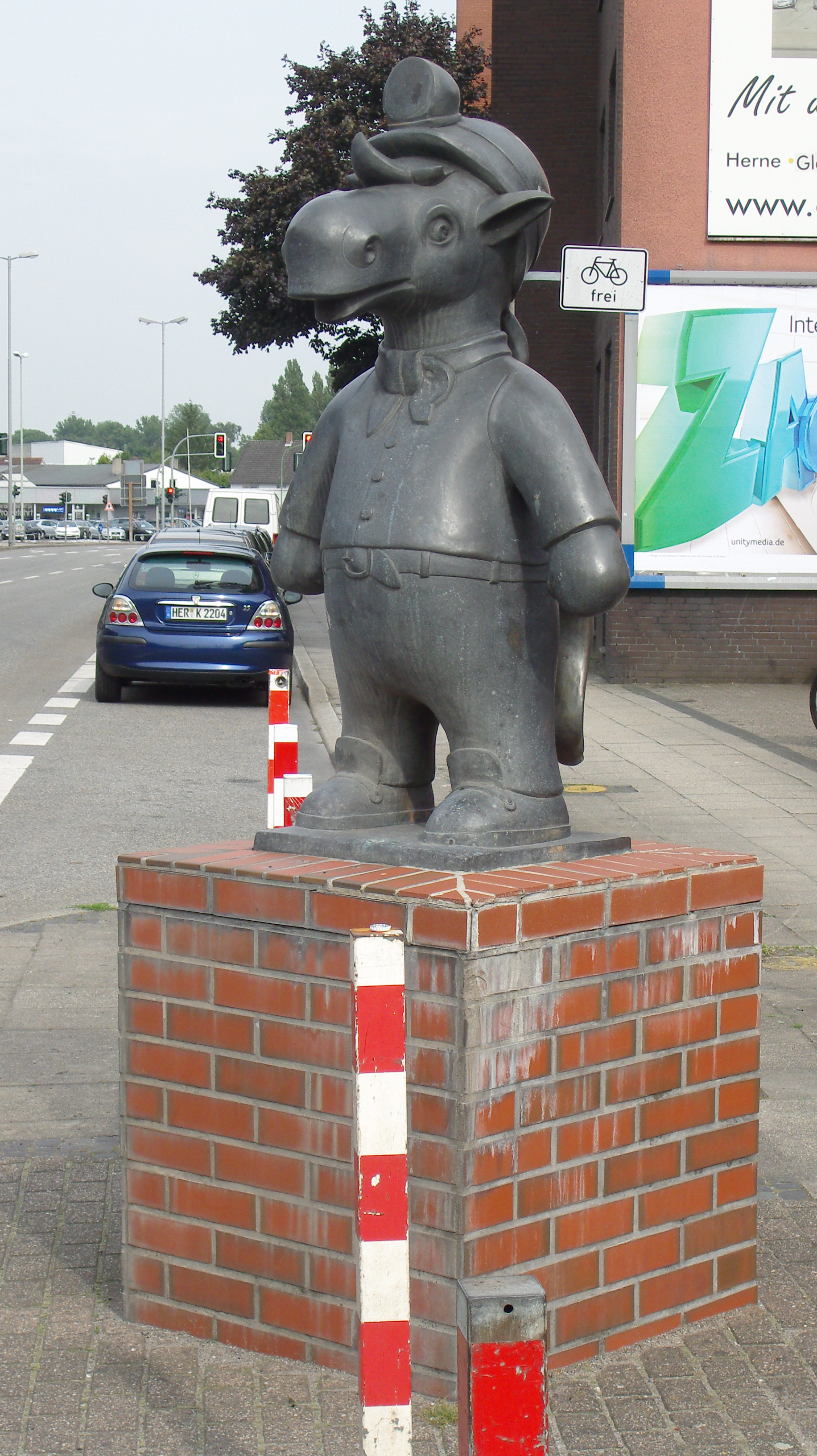
Emscherbrücher als Symbolfigur am Cranger Tor: das 1996 von Dietmar Kremer geschaffene Kirmes-Maskottchen  Fritz
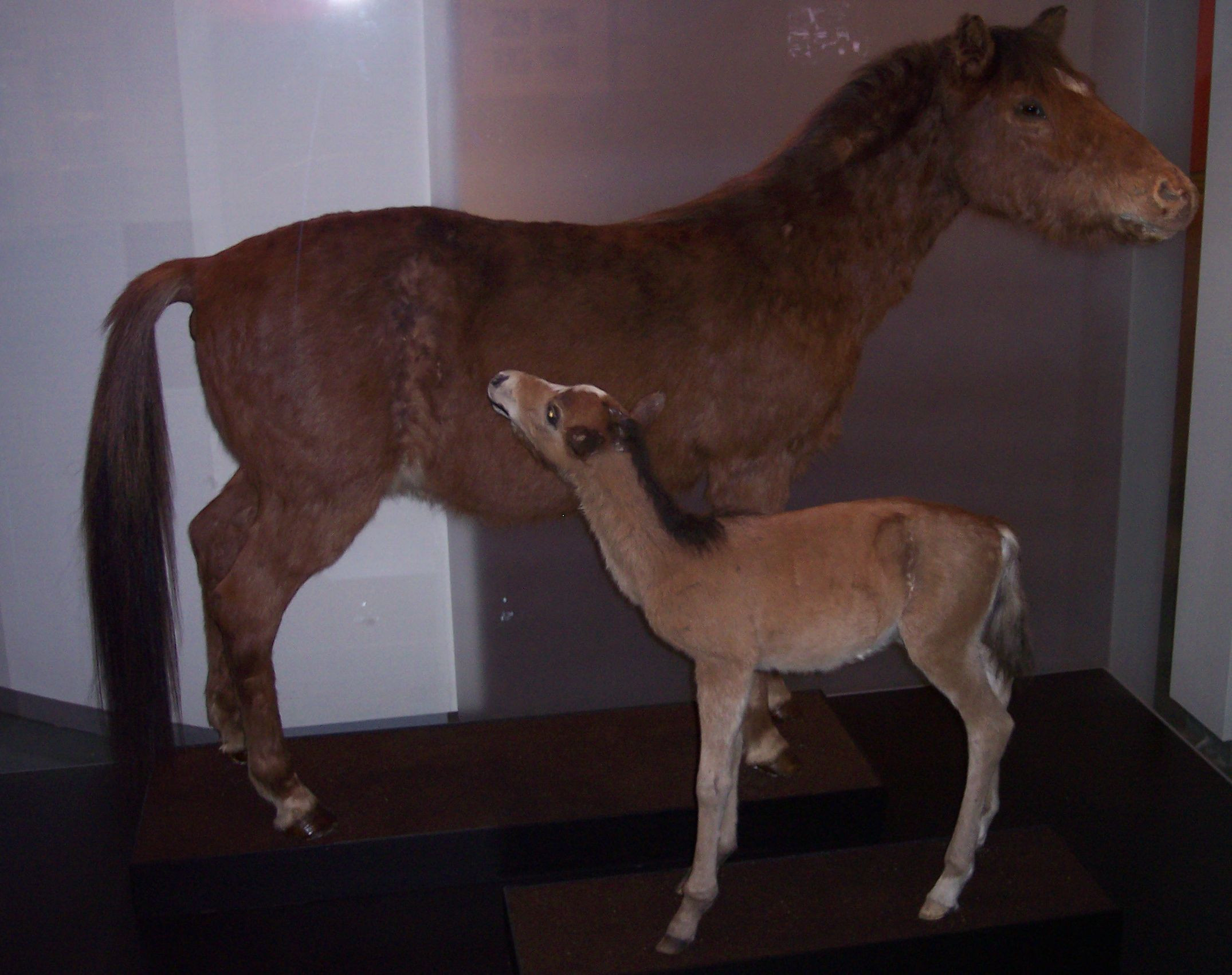
Ausgestopfte Emscherbrücher, LWL-Museum für Naturkunde